# Тиксотропия
Тиксотропия (тиксотропность) (от греч. θίξις — прикосновение и τροπή — изменение) — способность уменьшать вязкость (разжижаться) от механического воздействия и увеличивать вязкость (сгущаться) в состоянии покоя. Некоторые гели или жидкости, которые являются густыми или вязкими в статических условиях, со временем будут течь (становиться более жидкими, менее вязкими) при встряхивании, взбалтывании, сдвиговом напряжении или другом напряжении (вязкость, зависящая от времени). Затем им требуется фиксированное время, чтобы вернуться в более вязкое состояние.
Вязкость некоторых жидкостей при постоянных окружающих условиях и скорости сдвига изменяется со временем. Если вязкость жидкости со временем уменьшается, то жидкость называют тиксотропной, если увеличивается — реопексной.
Оба поведения могут встречаться как вместе с вышеописанными типами течения жидкостей, так и только при определённых скоростях сдвига. Временной интервал может сильно варьироваться для разных веществ: некоторые материалы достигают постоянного значения за считанные секунды, другие — за несколько дней. Реопексные материалы встречаются довольно редко, в отличие от тиксотропных, к которым относятся смазки, вязкие печатные краски, буровые растворы.

## Примеры тиксотропной жидкости
1. Мёд манука
2. Цитоплазма клеток, сперма[3]

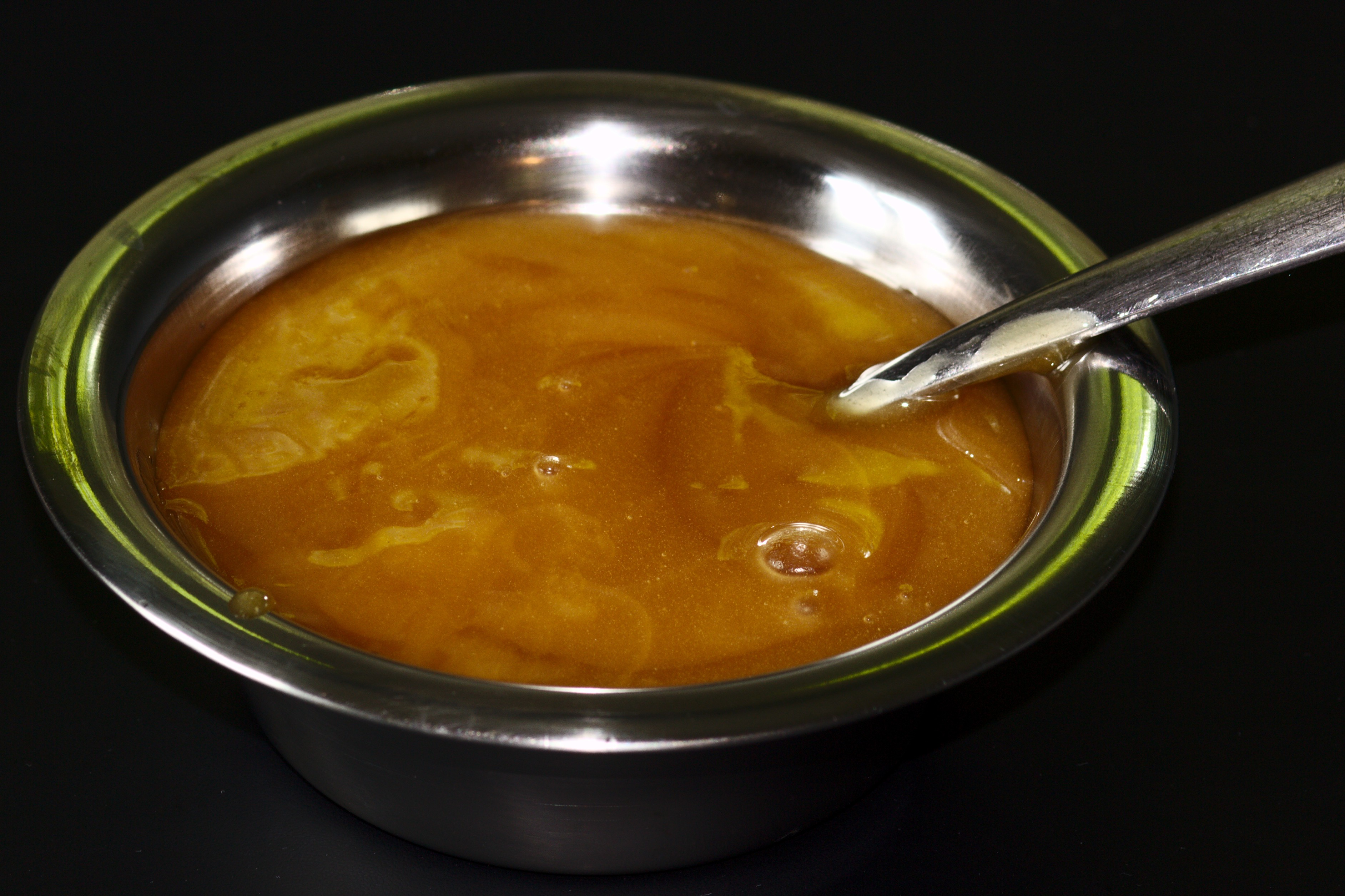
Мёд манука.

3. Многие виды красок и чернил, например, пластизоли, используемые в трафаретной печати по текстилю[4]. Во многих случаях желательно, чтобы жидкость текла достаточно, чтобы сформировать однородный слой, а затем сопротивляться дальнейшему течению, тем самым предотвращая провисание на вертикальной поверхности. Некоторые другие чернила, такие как те, которые используются в технологической печати типа CMYK, предназначены для ещё более быстрого восстановления вязкости после их нанесения, чтобы защитить структуру точек для точной цветопередачи.
4. Тиксотропные чернила (наряду с газовым картриджем под давлением и специальной конструкцией срезающего шарика) являются ключевой особенностью космической ручки Fisher, используемой для письма во время космических полетов в невесомости в рамках космических программ США и России.
5. Паяльные пасты, используемые в процессах печати при производстве электроники
6. Фиксирующая жидкость представляет собой тиксотропный клей, отверждающийся анаэробно.
7. Тиксотропия была предложена в качестве научного объяснения чудес разжижения крови, таких как чудо Святого Януария в Неаполе.[5]
8. Процессы полутвёрдого литья, такие как тиксоформование, используют тиксотропные свойства некоторых сплавов (в основном лёгких металлов, таких как магний). В определённых температурных диапазонах и при соответствующей подготовке сплав можно перевести в полутвёрдое состояние, которое можно лить под давлением с меньшей усадкой и лучшими общими свойствами, чем при обычном литье под давлением.
9. Коллоидальный кремнезём обычно используется в качестве реологического агента для придания жидкостям с низкой вязкостью тиксотропных свойств. Примеры варьируются от пищевых продуктов до эпоксидной смолы для структурного склеивания, например угловых соединений.

## Тиксотропия ипсевдопластичность
Некоторые авторы считают разжижение при сдвиге (псевдопластичность) частным случаем тиксотропного поведения, поскольку для восстановления микроструктуры жидкости до исходного состояния всегда требуется ненулевое время. Однако когда восстановление вязкости после возмущения происходит очень быстро, наблюдаемое поведение представляет собой классическое истончение при сдвиге или псевдопластичность, потому что, как только сдвиг устраняется, вязкость возвращается к норме. Когда для восстановления вязкости требуется определённое время, наблюдается тиксотропное поведение . 
В качестве примера можно привести кетчуп. Кетчуп является ярким примером материала, разжижающегося при сдвиге и являющегося вязким в состоянии покоя; он течёт со скоростью при взбалтывании, сжатии, встряхивании или ударе по бутылке. Как только кетчуп перестают трясти, он почти мгновенно становится вязким. Если бы для того, чтобы кетчуп стал вязким, ему требовалось больше времени, он считался бы тиксотропным. Поэтому при описании вязкости жидкостей полезно отличать разжижающееся при сдвиге (псевдопластическое) поведение от тиксотропного поведения, когда вязкость при всех скоростях сдвига снижается в течение некоторого времени после перемешивания: оба эти эффекта часто можно наблюдать по отдельности в той же жидкости.

## Тиксотропия в геотехнике

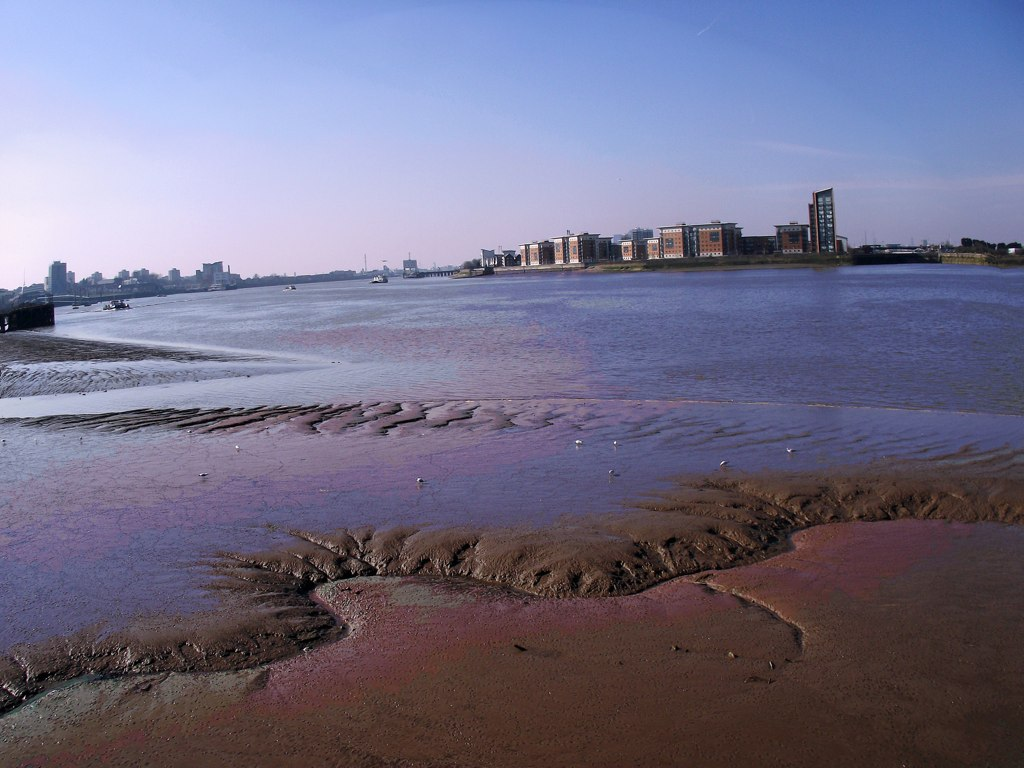
Зыбучий песок на берегу Темзы демонстрирует тиксотропию в виде псевдопластичности при сдвиге, твердый в состоянии покоя, но быстро разжижается при взбалтывании.

Тиксотропия связана с илом и глинами. Чем сильнее ударить по "болоту" тем больше сопротивление. Некоторые глины являются тиксотропными, и их поведение имеет большое значение в строительстве и геотехнике. Свидетельством этого явления являются оползни, такие как оползни, распространенные на скалах вокруг Лайм-Риджиса и катастрофа на отвале Аберфан в Уэльсе. Точно так же лахар - грунт, сжиженный вулканическим извержением, который быстро затвердевает после того, как остановится. Буровые растворы, используемые в геотехнических целях, могут быть тиксотропными.
Некоторые глиняные отложения, обнаруженные в процессе исследования пещер, проявляют тиксотропизм: первоначально кажущаяся твердой грязевая отмель становится жидкой и выделяет влагу при копании или ином нарушении. Эти глины в прошлом отлагались низкоскоростными потоками, которые имеют тенденцию к отложению мелкозернистых отложений.
Тиксотропная жидкость лучше всего визуализируется лопастью весла, погруженной в ил. Давление на весло часто приводит к образованию высоковязкого (более твердого) тиксотропного раствора на стороне высокого давления лопасти и маловязкого (очень жидкого) тиксотропного раствора на стороне низкого давления весла. Поток со стороны высокого давления на сторону низкого давления лопасти весла неньютоновский. (т. е. скорость жидкости не пропорциональна квадратному корню из перепада давления на лопасти весла).
Тикотропный глинистый раствор, нашел применение при строительстве опускных сооружений открытого типа (в России называется тиксотропная рубашка). Раствор заливается в зазор между породной стенкой шахтного ствола (котлована) и внешней поверхностью сооружения.

### Чувствительность, тиксотропия и активность глин
Для илистых грунтов и глин следует различать чувствительность (англ. Sensitivity), тиксотропию (англ. Thixotropy) и активность (англ. Activity).. Когда глины с флокулированными частицами теряют прочность из-за разрушения или переформовки. Потеря прочности частично связана с необратимым разрушением структуры и переориентацией молекул в адсорбированном слое. Потеря прочности при разрушении конструкции не может восстановиться со временем. Однако переформованный грунт, оставленный нетронутым при том же содержании воды, восстанавливает часть прочности за счет постепенной переориентации адсорбированных молекул воды. Это явление потери силы-нарастания силы без изменения объема или содержания воды называется «тиксотропией». Можно также сказать, что это «процесс размягчения, вызванный переформовкой, за которым следует зависящее от времени возвращение в исходное твердое состояние». Чем выше чувствительность, больше тиксотропное твердение. Степень увеличения прочности зависит от типа глинистого минерала. Минерал, который поглощает большое количество воды в решетчатой структуре, такой как монтмориллонит, имеет больший тиксотропный эффект по сравнению с другими стабильными глинистыми минералами. Тиксотропия имеет важные применения в связи с операциями по забивке свай. Мгновенная прочность на трение тиксотропной глины в забивных сваях меньше по сравнению с прочностью на трение через месяц из-за увеличения прочности с течением времени.